# Унутрашња Јерменија
Унутрашња Јерменија (лат. Armenia Interior, јерм. Ներքին Հայք) назив је који се у службеним римским документима користио за именовање дијела Велике Јерменије, који је допао Римском царству након Прве подјеле Јерменије 387. године, упркос чињеници да је у осталим случајевима задржан историјски назив „Велика Јерменија”.